# Élections législatives de 1988 en Meurthe-et-Moselle
Les élections législatives françaises de 1988 se déroulent les 5 et 12 juin 1988. Dans le département de Meurthe-et-Moselle, sept députés sont à élire dans le cadre de sept circonscriptions.

## Élus
| Circonscription | Député sortant        | Parti                 | Parti                 | Député élu ou réélu | Parti | Parti     |
| --------------- | --------------------- | --------------------- | --------------------- | ------------------- | ----- | --------- |
| 1re             | Scrutin proportionnel | Scrutin proportionnel | Scrutin proportionnel | André Rossinot      |       | UDF (Rad) |
| 2e              | Scrutin proportionnel | Scrutin proportionnel | Scrutin proportionnel | Job Durupt          |       | PS        |
| 3e              | Scrutin proportionnel | Scrutin proportionnel | Scrutin proportionnel | Claude Gaillard     |       | UDF (PR)  |
| 4e              | Scrutin proportionnel | Scrutin proportionnel | Scrutin proportionnel | Daniel Reiner       |       | PS        |
| 5e              | Scrutin proportionnel | Scrutin proportionnel | Scrutin proportionnel | Michel Dinet        |       | PS        |
| 6e              | Scrutin proportionnel | Scrutin proportionnel | Scrutin proportionnel | Jean-Yves Le Déaut  |       | PS        |
| 7e              | Scrutin proportionnel | Scrutin proportionnel | Scrutin proportionnel | Jean-Paul Durieux   |       | PS        |

## Positionnement des partis
L'UDF et le RPR se présentent unis sous l'étiquette « Union du Rassemblement et du Centre » tandis que les candidats du Parti socialiste se rangent sous la bannière de la « Majorité présidentielle pour la France unie », slogan de la campagne présidentielle de François Mitterrand.

## Résultats

### Résultats à l'échelle du département
| Parti          | Parti                               | Premier tour | Premier tour | Second tour | Second tour | Sièges |
| Parti          | Parti                               | Voix         | %            | Voix        | %           | Sièges |
| -------------- | ----------------------------------- | ------------ | ------------ | ----------- | ----------- | ------ |
|                | Union pour la démocratie française  | 64 037       | 22,42        | 61 598      | 22,47       | 2      |
|                | Rassemblement pour la République    | 48 584       | 17,01        | 64 619      | 23,58       | 0      |
|                | Union du Rassemblement et du Centre | 112 621      | 39,43        | 126 217     | 46,05       | 2      |
|                |                                     |              |              |             |             |        |
|                | Parti socialiste                    | 109 330      | 38,28        | 147 864     | 53,95       | 5      |
|                | La France unie                      | 109 330      | 38,28        | 147 864     | 53,95       | 5      |
|                |                                     |              |              |             |             |        |
|                | Parti communiste français           | 35 690       | 12,49        | Retrait     | Retrait     | 0      |
|                | Front national                      | 25 265       | 8,85         |             |             | 0      |
|                | Parti ouvrier européen              | 1 436        | 0,50         | 0           |             |        |
|                | Extrême gauche                      | 874          | 0,31         | 0           |             |        |
|                | Régionaliste                        | 419          | 0,15         | 0           |             |        |
|                |                                     |              |              |             |             |        |
| Inscrits       | Inscrits                            | 469 837      | 100,00       | 416 329     | 100,00      | 7      |
| Abstentions    | Abstentions                         | 177 770      | 37,84        | 135 496     | 32,55       |        |
| Votants        | Votants                             | 292 067      | 62,16        | 280 833     | 67,45       |        |
| Blancs et nuls | Blancs et nuls                      | 6 432        | 2,2          | 6 752       | 2,4         |        |
| Exprimés       | Exprimés                            | 285 635      | 97,8         | 274 081     | 97,6        |        |

### Résultats par circonscription

#### Première circonscription (Nancy-Est)
|                | André Rossinot sortant réélu | UDF (Rad) (URC) | 15 794 | 51,54  |  |  |  |
|                | François Borella             | PS              | 10 510 | 34,3   |  |  |  |
|                | Jean-Claude Bardet           | FN              | 2 780  | 9,07   |  |  |  |
|                | Roland Favaro                | PCF             | 1 561  | 5,09   |  |  |  |
|                |                              |                 |        |        |  |  |  |
| Inscrits       | Inscrits                     | Inscrits        | 53 376 | 100,00 |  |  |  |
| Abstentions    | Abstentions                  | Abstentions     | 22 330 | 41,84  |  |  |  |
| Votants        | Votants                      | Votants         | 31 046 | 58,16  |  |  |  |
| Blancs et nuls | Blancs et nuls               | Blancs et nuls  | 401    | 1,29   |  |  |  |
| Exprimés       | Exprimés                     | Exprimés        | 30 645 | 98,71  |  |  |  |

#### Deuxième circonscription (Vandoeuvre-lès-Nancy)
| Candidat       | Candidat                 | Parti          | Premier tour | Premier tour | Second tour | Second tour |  |
| Candidat       | Candidat                 | Parti          | Voix         | %            | Voix        | %           |  |
| -------------- | ------------------------ | -------------- | ------------ | ------------ | ----------- | ----------- |  |
|                | Job Durupt sortant réélu | PS             | 18 195       | 42,06        | 23 642      | 50,19       |  |
|                | Gérard Léonard sortant   | RPR (URC)      | 18 107       | 41,86        | 23 466      | 49,81       |  |
|                | Jean-Pierre Pelot        | FN             | 3 917        | 9,05         |             |             |  |
|                | Claude Baumann           | PCF            | 3 041        | 7,03         |             |             |  |
|                |                          |                |              |              |             |             |  |
| Inscrits       | Inscrits                 | Inscrits       | 73 990       | 100,00       | 73 965      | 100,00      |  |
| Abstentions    | Abstentions              | Abstentions    | 29 197       | 39,46        | 25 903      | 35,02       |  |
| Votants        | Votants                  | Votants        | 44 793       | 60,54        | 48 062      | 64,98       |  |
| Blancs et nuls | Blancs et nuls           | Blancs et nuls | 1 533        | 3,42         | 954         | 1,98        |  |
| Exprimés       | Exprimés                 | Exprimés       | 43 260       | 96,58        | 47 108      | 98,02       |  |

#### Troisième circonscription (Nancy-Ouest)
| Candidat       | Candidat            | Parti          | Premier tour | Premier tour | Second tour | Second tour |  |
| Candidat       | Candidat            | Parti          | Voix         | %            | Voix        | %           |  |
| -------------- | ------------------- | -------------- | ------------ | ------------ | ----------- | ----------- |  |
|                | Claude Gaillard élu | UDF (PR) (URC) | 15 013       | 43,24        | 18 993      | 51,72       |  |
|                | Antoine Troglic     | PS             | 13 297       | 38,3         | 17 727      | 48,28       |  |
|                | Daniel Reichert     | FN             | 3 290        | 9,48         |             |             |  |
|                | Claude Wild         | PCF            | 3 122        | 8,99         |             |             |  |
|                |                     |                |              |              |             |             |  |
| Inscrits       | Inscrits            | Inscrits       | 58 663       | 100,00       | 58 656      | 100,00      |  |
| Abstentions    | Abstentions         | Abstentions    | 23 338       | 39,78        | 21 209      | 36,16       |  |
| Votants        | Votants             | Votants        | 35 325       | 60,22        | 37 447      | 63,84       |  |
| Blancs et nuls | Blancs et nuls      | Blancs et nuls | 603          | 1,71         | 727         | 1,94        |  |
| Exprimés       | Exprimés            | Exprimés       | 34 722       | 98,29        | 36 720      | 98,06       |  |

#### Quatrième circonscription (Lunéville)
| Candidat       | Candidat            | Parti          | Premier tour | Premier tour | Second tour | Second tour |  |
| Candidat       | Candidat            | Parti          | Voix         | %            | Voix        | %           |  |
| -------------- | ------------------- | -------------- | ------------ | ------------ | ----------- | ----------- |  |
|                | François Guillaume  | RPR (URC)      | 20 567       | 42,63        | 25 941      | 49,3        |  |
|                | Daniel Reiner élu   | PS             | 19 373       | 40,16        | 26 679      | 50,7        |  |
|                | Jean-Claude de Sars | FN             | 4 617        | 9,57         |             |             |  |
|                | Jean-Luc Mignon     | PCF            | 3 006        | 6,23         |             |             |  |
|                | Odile Mojon         | POE            | 678          | 1,41         |             |             |  |
|                |                     |                |              |              |             |             |  |
| Inscrits       | Inscrits            | Inscrits       | 74 998       | 100,00       | 74 959      | 100,00      |  |
| Abstentions    | Abstentions         | Abstentions    | 25 465       | 33,95        | 21 080      | 28,12       |  |
| Votants        | Votants             | Votants        | 49 533       | 66,05        | 53 879      | 71,88       |  |
| Blancs et nuls | Blancs et nuls      | Blancs et nuls | 1 292        | 2,61         | 1 259       | 2,34        |  |
| Exprimés       | Exprimés            | Exprimés       | 48 241       | 97,39        | 52 620      | 97,66       |  |

#### Cinquième  circonscription (Toul)
| Candidat       | Candidat               | Parti          | Premier tour | Premier tour | Second tour | Second tour |  |
| Candidat       | Candidat               | Parti          | Voix         | %            | Voix        | %           |  |
| -------------- | ---------------------- | -------------- | ------------ | ------------ | ----------- | ----------- |  |
|                | Marcel Bigeard sortant | UDF (URC)      | 18 997       | 44,38        | 22 870      | 49,55       |  |
|                | Michel Dinet élu       | PS             | 17 980       | 42,01        | 23 281      | 50,45       |  |
|                | Jacques Mitre          | FN             | 3 585        | 8,38         |             |             |  |
|                | Bernard Seirolle       | PCF            | 2 240        | 5,23         |             |             |  |
|                |                        |                |              |              |             |             |  |
| Inscrits       | Inscrits               | Inscrits       | 64 875       | 100,00       | 64 864      | 100,00      |  |
| Abstentions    | Abstentions            | Abstentions    | 21 363       | 32,93        | 17 907      | 27,61       |  |
| Votants        | Votants                | Votants        | 43 512       | 67,07        | 46 957      | 72,39       |  |
| Blancs et nuls | Blancs et nuls         | Blancs et nuls | 710          | 1,63         | 806         | 1,72        |  |
| Exprimés       | Exprimés               | Exprimés       | 42 802       | 98,37        | 46 151      | 98,28       |  |

#### Sixième circonscription (Briey - Pont-à-Mousson)
| Candidat       | Candidat                         | Parti          | Premier tour | Premier tour | Second tour | Second tour |  |
| Candidat       | Candidat                         | Parti          | Voix         | %            | Voix        | %           |  |
| -------------- | -------------------------------- | -------------- | ------------ | ------------ | ----------- | ----------- |  |
|                | Jean-Yves Le Déaut sortant réélu | PS             | 15 090       | 34,02        | 28 489      | 59,08       |  |
|                | Guy Vattier sortant              | UDF (PR) (URC) | 14 233       | 32,09        | 19 735      | 40,92       |  |
|                | Colette Goeuriot sortante        | PCF            | 10 985       | 24,77        | Retrait     | Retrait     |  |
|                | Noël Dautel                      | FN             | 3 554        | 8,01         |             |             |  |
|                | Sosthène Erbland                 | POE            | 488          | 1,1          |             |             |  |
|                |                                  |                |              |              |             |             |  |
| Inscrits       | Inscrits                         | Inscrits       | 72 592       | 100,00       | 72 568      | 100,00      |  |
| Abstentions    | Abstentions                      | Abstentions    | 27 103       | 37,34        | 22 897      | 31,55       |  |
| Votants        | Votants                          | Votants        | 45 489       | 62,66        | 49 671      | 68,45       |  |
| Blancs et nuls | Blancs et nuls                   | Blancs et nuls | 1 139        | 2,5          | 1 447       | 2,91        |  |
| Exprimés       | Exprimés                         | Exprimés       | 44 350       | 97,5         | 48 224      | 97,09       |  |

#### Septième circonscription (Villerupt)
| Candidat       | Candidat                        | Parti          | Premier tour | Premier tour | Second tour | Second tour |  |
| Candidat       | Candidat                        | Parti          | Voix         | %            | Voix        | %           |  |
| -------------- | ------------------------------- | -------------- | ------------ | ------------ | ----------- | ----------- |  |
|                | Jean-Paul Durieux sortant réélu | PS             | 14 885       | 35,77        | 28 046      | 64,83       |  |
|                | Jules Jean                      | PCF            | 11 735       | 28,2         | Retrait     | Retrait     |  |
|                | Jean-Luc André                  | RPR (URC)      | 9 910        | 23,81        | 15 212      | 35,17       |  |
|                | Jacques Marchal                 | FN             | 3 522        | 8,46         |             |             |  |
|                | Bruno Trombini                  | Extrême gauche | 874          | 2,1          |             |             |  |
|                | Maxime Salucci                  | Régionaliste   | 419          | 1,01         |             |             |  |
|                | Philippe Loisel                 | POE            | 270          | 0,65         |             |             |  |
|                |                                 |                |              |              |             |             |  |
| Inscrits       | Inscrits                        | Inscrits       | 71 343       | 100,00       | 71 317      | 100,00      |  |
| Abstentions    | Abstentions                     | Abstentions    | 28 974       | 40,61        | 26 500      | 37,16       |  |
| Votants        | Votants                         | Votants        | 42 369       | 59,39        | 44 817      | 62,84       |  |
| Blancs et nuls | Blancs et nuls                  | Blancs et nuls | 754          | 1,78         | 1 559       | 3,48        |  |
| Exprimés       | Exprimés                        | Exprimés       | 41 615       | 98,22        | 43 258      | 96,52       |  |